# Henri de Vicq, seigneur de Meulevelt
Henri IV de Vicq, seigneur de Meuleveldt (1573-1651) était ambassadeur à Paris puis Président du Grand Conseil de Malines.

## Famille
Il était le plus jeune fils d'Henri III de Vicq et de Maria Uphooghe, dame de Meulevelt. Son père appartenait à une famille noble de Flandre et était un érudit connu pour ses écrits historiques et son opposition aux calvinistes. La maison de Vicq, barons de Cumptich existe toujours au 21e siècle.
La famille s'est installée au XVIIIe siècle au château de Groenhof, à Londerzeel.

## Carrière
Il a été nommé ambassadeur des archiducs Albert et Isabelle. Il a été bourgmestre du Franc de Bruges à plusieurs reprises. Il a été nommé membre du Conseil suprême de Madrid. Après la mort de Zeger Coulez en 1637, il fut nommé président du Grand Conseil, avant Antoine l'Hermite.

## Ami de Rubens
Il était ami de Rubens et a, dit-on, joué un rôle important dans l'achèvement de l'Histoire de Constantin. Henri de Vicq rencontre Rubens à Paris, où il recommande Rubens à la reine Marie de Médicis. La reine suivit ce conseil et commanda à Rubens la décoration du Palais du Luxembourg. Rubens a peint le portrait du seigneur de Meulenveldt (et un autre de sa femme, perdu) vers 1625 en reconnaissance de sa profonde gratitude et de son amitié. Ce portrait est actuellement conservé dans la collection du Louvre. Rubens était un invité personnel d'Henri de Vicq et résidait à l'hôtel de Vicq.